# Wierzbiny (województwo świętokrzyskie)
Wierzbiny (do 1960 Wieprzki) – wieś w Polsce położona w województwie świętokrzyskim, w powiecie sandomierskim, w gminie Obrazów.
W latach 1975–1998 miejscowość należała administracyjnie do województwa tarnobrzeskiego.